# Dési Bouterse
Desiré «Desi» Delano Bouterse (Domburg, Surinam; 13 de octubre de 1945-23 de diciembre de 2024) fue un político, militar y narcotraficante surinamés que se desempeñó como presidente de Surinam de 2010 a 2020. De 1980 a 1987, fue el líder de facto de Surinam después de llevar a cabo un golpe de Estado en 1980 conocido como el golpe de los sargentos, en el que derrocó a Johan Ferrier, el primer presidente de Surinam y que había sido elegido en las urnas, tras lo cual se convirtió en el jefe de Gobierno de facto hasta 1987. Pertenecía al Partido Nacional Democrático (PND). 
En 1990 derrocó junto con Ivan Graanoogst al presidente Ramsewak Shankar. En 1999 fue acusado por el gobierno neerlandés de ser culpable por el asesinato de 15 personas en diciembre de 1982 conocido como los asesinatos de diciembre, así como por tráfico de cocaína. La consiguiente orden de captura internacional en su contra le impide salir del país. En Surinam sin embargo no ha sido condenado. En las elecciones del 25 de mayo de 2010 se lanzó por su partido, el PND, y obtuvo la victoria con 23 de los 50 escaños (el miembro número 51 del parlamento fue Ronald Venetiaan cuyo cargo como presidente no podría combinarse con la función de parlamentario) y el 12 de agosto de 2010 asumió la presidencia de su país. Ejerció como presidente de Surinam hasta el 16 de julio de 2020, luego de ser derrotado en las urnas.
En 2024 fue condenado en Surinam a 20 años de prisión por estar involucrado en el asesinato de 15 opositores políticos en 1982.
En diciembre de 2024, Bouterse murió a los 79 años mientras era un prófugo de la Justicia de Surinam por su condena. Su paradero era desconocido desde 2023.

## Biografía

### Primeros años
Desiré Delano Bouterse nació en el pequeño pueblo de Domburg en el estado de Wanica, Surinam el 13 de octubre de 1945. El joven Bouterse se crio con su madre y su padre adoptivo René. Estudió en la escuela superior de comercio de Paramaribo donde obtuvo un diploma. Trabajó en el departamento de transmigración de obras públicas y transporte donde participó en el reasentamiento de los cimarrones que tuvieron que dar paso a la construcción del embalse Brokopondo.
En su adolescencia conoció a Ingrid Figueira. En 1968 su familia viaja a los Países Bajos, estableciéndose en la ciudad de Dordrecht donde Bouterse trabajó en la cuenta de Fillips, deseando ardientemente la formación en la academia de deportes. Completó su servicio militar y posteriormente firmó como suboficial en la escuela real de Weert. Bouterse sobresalió como el mejor deportista del equipo de baloncesto militar neerlandés. Se convirtió en instructor deportivo y vivió en ciudades distintas como Havelterberg y Steenwijk.
En 1970 se casa con Ingrid Figueira, teniendo dos hijos de nombre Peggy y Dino. Tras haberse casado, la pareja se muda a la base naval de Seedorf en Alemania. Al estar corto de dinero vende revistas y hace gimnasia para las mujeres, pero en 1974 y junto con un grupo de compañeros militares hacen en Seedorf una serie de televisión llamada Al cuidado de la Vida, que tenía como objetivo recaudar dinero para los niños con cáncer.
El 11 de noviembre de 1975 y antes de la independencia de Surinam, la familia vuelve al país y Bouterse ayuda a construir el Ejército Militar. En 1979, Roy Horb le invita a ser el líder del sindicato del nuevo ejército. En 1980, Horb le vuelve a invitar a ser parte de un golpe de Estado contra el presidente Johan Ferrier y el vicepresidente Henck Arron.

### Dictadura militar (1980-1987)

#### El Golpe de los Sargentos
El nombre de Bouterse se une al del régimen militar que controló el país desde 1980 hasta principios de los años 1990, y al de la guerra civil, los asesinatos de diciembre ocurridos en 1982 y los sucesos en la aldea de Moiwana en 1986. Desde aquel momento, se le relacionó repetidas veces con el tráfico ilegal de drogas. En febrero el Consejo Nacional Militar, liderado por el comandante Desi Bouterse derroca al primer ministro, Henck Arron. Seis meses después dimite el presidente, Johan Ferrier, y Bouterse toma el poder temporalmente desde el 13 de agosto ese mismo año, hasta el 15 del mismo mes de 1980, cuando el Consejo Nacional Militar pone a Henk Chin A Sen como primer ministro y presidente.
La toma del poder por parte de los militares, que contó con un amplio apoyo de la población, tenía como objetivo oficial la lucha contra la corrupción y el desempleo (que en aquel momento afectaba al 18% de la población activa), y el restablecimiento del orden en los asuntos públicos. Sin embargo, "los planes políticos eran vagos, no se había producido ningún debate ideológico para preparar el golpe", señala la historiadora Rosemarijn Hoefte.

#### Gobierno de Chin A Sen: 1980-1982

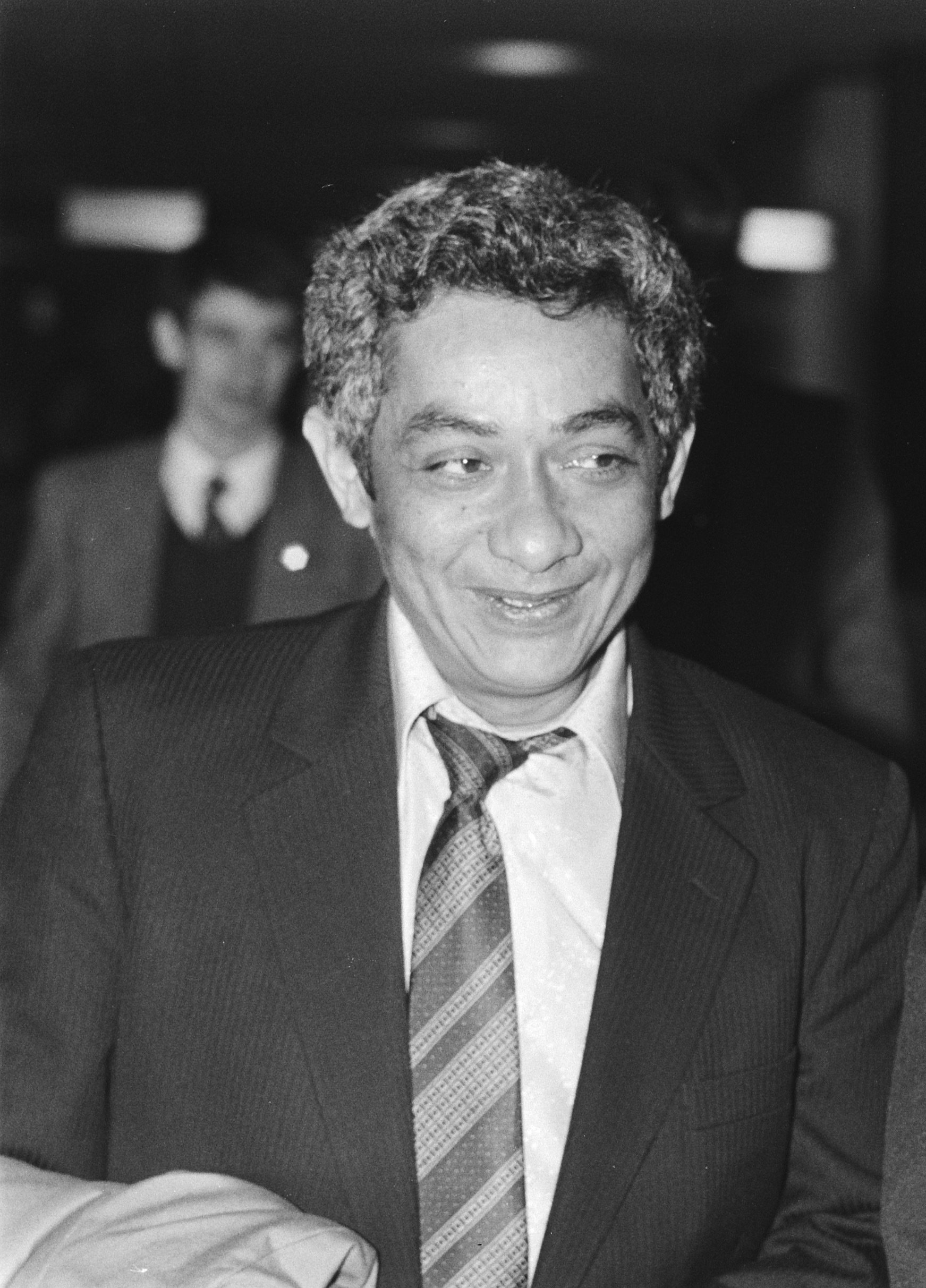
Henk Chin A Sen, presidente de facto de Surinam designado por Bouterse.

A pesar de que Chin A Sen era nominalmente el presidente de la República, la jefatura del gobierno en realidad la ostentaba Bouterse. En septiembre de 1981, el presidente Chin A Sen anunció un proyecto de reforma constitucional que limitaría el papel de las fuerzas armadas nacionales al de supervisión dentro del gobierno. El ejército respondió formando el Frente Revolucionario Popular, alianza política encabezada por Desi Bouterse y otros dos militares del consejo militar, Ivan Graanoogst y Roy Horb, así como por otros tres líderes de una asociación estudiantil y de sindicatos.
El 4 de febrero de 1982 Bouterse tomó todos los poderes del estado, destituyó a Chin A Sen y a todo su gabinete y centró todo el poder en su persona, provisionalmente hasta decidirse quien se quedaría con el poder. El 8 de febrero el Consejo Nacional Militar eligió al presidente del congreso Fred Ramdat Misier como presidente de la República, sucediendo en el cargo a Bouterse, aunque este continuó siendo la figura principal en el poder.

#### Gobierno de Ramdat Misier: 1982-1987

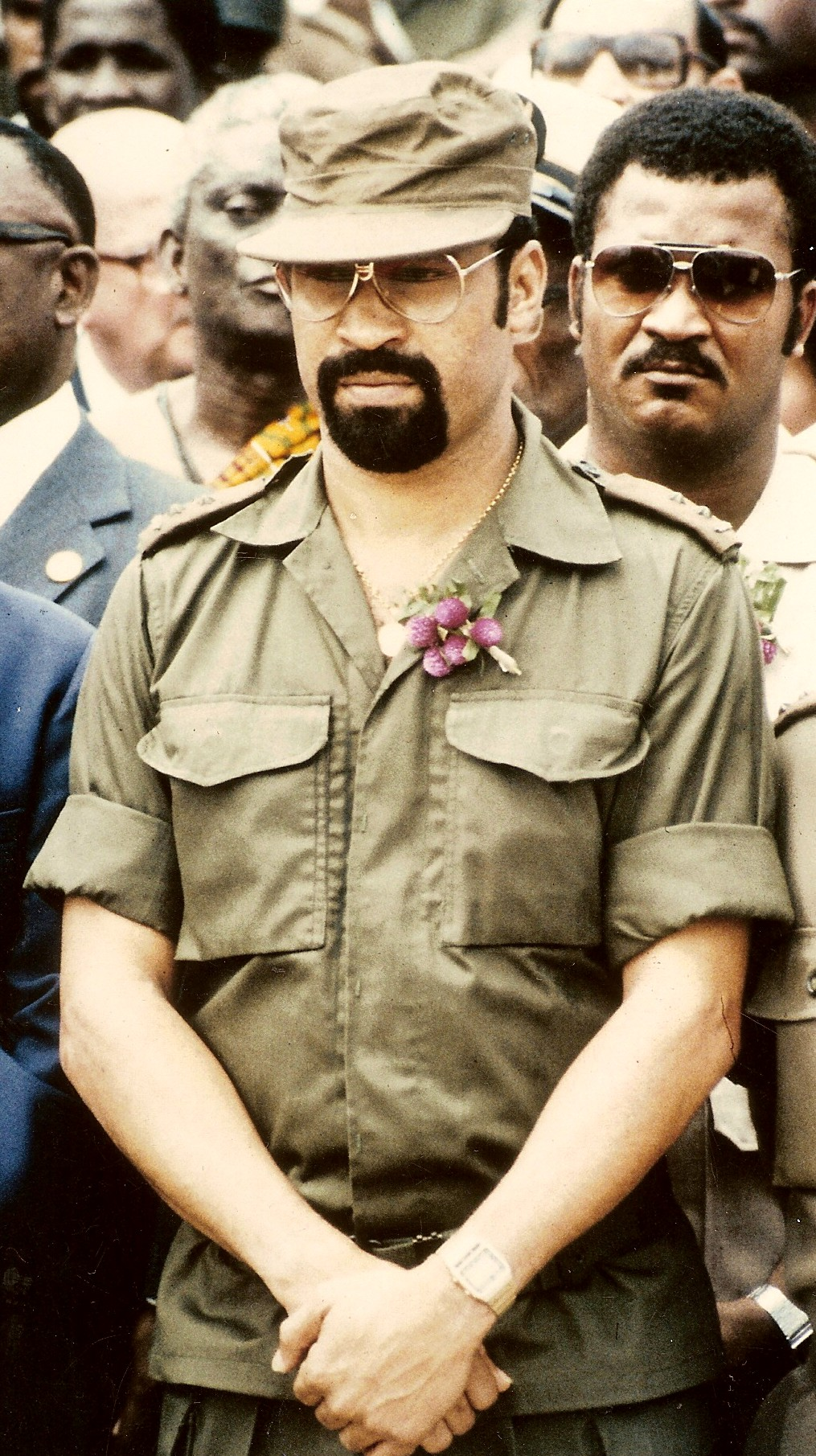
Desi Bouterse vestido de Militar durante la época de las sombras (1982).

En octubre de 1982 hubo manifestaciones y huelgas en todo el país por la detención de Cyrill Daal, líder del sindicato De Moerdembond. Bouterse convocó a elecciones para una asamblea constituyente para marzo de 1983, continuando con el gobierno electo, pero luego se arrepintió de su compromiso. En diciembre de ese año las fuerzas armadas dirigidas por Bouterse quemaron varios edificios de la oposición y entre los disturbios fueron asesinados Daal y otros catorce jefes opositores en lo que se conoce como Los asesinatos de diciembre.
En diciembre de 1982 se declaró el estado de alarma nacional y se impuso la ley marcial. En prevención, los Países Bajos suspendieran su ayuda, se nombró un consejo de ministros de mayoría civil dirigido por Henry Neyhorst, economista moderado, aunque era Bouterse quién efectivamente ejercía el poder. Bouterse no cumplió con sus promesas de reformas sociales y económicas por lo que perdió el apoyo de los efectivos partidos políticos de izquierda y de los sindicatos, los que, junto a la patronal, exigieron el retorno de la constitucionalidad.
El gobierno dimitió, los Países Bajos y Estados Unidos suspendieron sus relaciones diplomáticas y el país se gobernó por decreto, nombrándose un gobierno predominantemente militar.
En enero de 1983 un intento de golpe de Estado, el sexto desde febrero de 1980, acabó con la dimisión de dos tercios de la cúpula del ejército y la muerte del general Roy Horb. Ese mismo mes, Bouterse formó un nuevo gobierno con civiles y militares, y designó como primer ministro al nacionalista Errol Alibux, de la Unión de Trabajadores y Agricultores. Después de la invasión de Estados Unidos a Granada, el gobierno surinamés dio un vuelco en sus relaciones, quizá por temor a una agresión estadounidense y pidió a Cuba retirar su embajador, así como la suspensión de todos los convenios de cooperación firmados. En un esfuerzo por reducir el aislamiento de Surinam, el gobierno se integró al Caricom como observador, y restableció relaciones con Cuba, Granada, Nicaragua, Brasil y Venezuela. 
En febrero de 1983, Errol Alibux, exministro de asuntos sociales, fue nombrado primer ministro, formándose un consejo de ministros con miembros de los partidos de izquierda: Progressieve Arbeiders en Landbowuers Unie (PALU, en neerlandés) y el Revolutionaire Volkspartij, que levantó las restricciones vigentes desde diciembre de 1982. En enero de 1984 hubo manifestaciones y huelgas a favor del restablecimiento del orden constitucional y la celebración de elecciones libres, por lo que Bouterse se vio forzado a destituir al consejo de ministros. Se llegó a un acuerdo con los agitadores y en febrero nombró un nuevo gobierno con Win Undenhout, exasesor personal de Bouterse, en el cargo de primer ministro para realizar un calendario para el restablecimiento gradual del orden constitucional 
En 1985 se levantó incluso la prohibición de los partidos políticos. Pero en 1986 la violencia creció nuevamente en el país. El 29 de noviembre de ese año, una unidad militar especial atacó el pueblo de Moiwana, incendió la casa del jefe de la oposición armada Ronnie Brunswijk y mató a 35 personas, la mayoría mujeres y niños.
Desde julio de 1986, las guerrillas antigubernamentales dirigidas por Ronnie Brunswijk, quien había pertenecido al cuerpo de guardia presidencial, atacaron puestos militares en la frontera oriental del país, dándose origen a la Guerra Civil de Surinam. La protesta contra el presidente venía esta vez principalmente de los negros bosquimanos por causa de las políticas restrictivas a la autonomía de su sociedad tribal, garantizada por acuerdos firmados en 1760 por las autoridades neerlandesas.
Se sabía que los surinameses exiliados en Países Bajos, especialmente del Movimiento para la Liberación de Surinam, daban soporte financiero a la guerrilla, conocida como Comando de la Jungla o Ejército de Liberación de Surinam (SLA, siglas en neerlandés). Los ataques de la guerrilla contra efectivos militares e industrias estatales se agudizaron en agosto y en septiembre de 1986 y desembocaron en duros combates con el ejército. Para noviembre la mayoría del distrito oriental de Marowijne estaba controlado por la guerrilla y también el área cercana al aeropuerto internacional de Zanderij, más tarde llamado Johan Adolf Pengel. Los ataques guerrilleros a la localización minera de Moengo obligaron a clausurar las principales minas de bauxita del país. En diciembre el ejército liberó Moengo, pero las minas continuaron cerradas.
En febrero de 1987 renunciaron los cinco ministros y Jules Wijdenbosch, antiguo ministro del interior e integrante del Standvaste, fue nombrado primer ministro. En marzo de ese año el consejo de ministros dimitió y el 7 de abril Bouterse nombró uno nuevo dirigido por Wijdenbosch.

#### Elecciones de 1987 y fin de la dictadura
La presión popular se hizo tan inaguantable que el presidente Ramdat Misier, dirigido por Bouterse, llamó a elecciones para la aprobación de una nueva constitución en marzo de 1987. Varios partidos políticos reanudaron sus labores electorales. Wijdenbosch reconstruyó el Standvaste bajo el nombre del Partido Nacional Democrático (Surinam). Los principales partidos de oposición entre ellos el Partido Nacional de Surinam, el VHP y el KTPI formaron un partido de coalición llamado Frente para la Democracia y el Desarrollo (FDD). El tema de campaña opositora trataba de las medidas económicas tomadas por el gobierno. Los líderes opositores se reunieron y firmaron el Tratado de Leonsberg que se refería a respetar la intención militar y Bouterse se comprometió a respetar el resultado electoral. Para concluir con el civismo electoral, Bouterse firmó una tregua de no agresión con la guerrilla de Brunswijk durante las elecciones. Las elecciones para la aprobación de la nueva asamblea fueron refutadas en las urnas por el 80% del electorado.
Las elecciones generales fueron llevadas a cabo el 25 de noviembre de 1987 en la celebración del 12 aniversario de la independencia, haciéndose el Frente Para la Democracia y el Desarrollo con 41 de los 51 escaños, el PALU y el PBP con 4 cada uno y el PND con apenas 3. En enero de 1988 fueron realizadas las elecciones en la asamblea y fue vencedor Ramsewak Shankar como presidente y Henck Arron como primer ministro. El gabinete fue formado por 14 ministros; varios de ellos eran de la coalición FDD.
Durante diciembre de 1987 Bouterse fue nombrado presidente de un consejo militar para garantizar la transición democrática del poder. Así acabaron ocho años de dictadura militar o la llamada la era de terror de Surinam.

### Segundo golpe de Estado
El 22 de diciembre de 1990 viaja a Países Bajos pero su entrada a Ámsterdam fue rechazada por el gobierno neerlandés. Al llegar a su país renuncia a su puesto de jefe del Ejército en protesta contra el gobierno de Ramsewak Shankar por no haberlo apoyado y es nombrado Ivan Graanoogst como el nuevo jefe del ejército. 
El 24 de diciembre lideró junto con Ivan Graanoogst un golpe de Estado que depuso al presidente electo, Ramsewak Shankar. Durante los siguientes días y hasta el 29 de diciembre de ese mismo año se mantuvo la junta liderada por Graanoogst y luego se acordó entregar el poder a Johan Kraag provisionalmente hasta ser llamadas nuevas elecciones. El nuevo presidente le envió la solicitud a Bouterse pidiendo que volviera a ser jefe del ejército, Bouterse aceptó la solicitud y continuó como jefe del ejército.

### Elecciones de 1991 y presidencia de Wijdenbosch
Para las elecciones que se celebrarían en agosto de 1991 Bouterse se reunió con su principal rival político, Ronnie Brunswijk, para hacer un acuerdo de cese a las hostilidades durante las elecciones presidenciales, para que el pueblo pudiera salir y las elecciones se celebraran en paz. Si bien el resultado electoral dio la victoria a la coalición del Partido Progresista y el Partido Nacionalista (VHP-NPS) con 30 escaños, el partido Boutersista se quedó en el segundo lugar muy distante con 12 escaños. 
El partido de Desi Bouterse, el Partido Nacional Democrático, ganó las elecciones presidenciales de 1996 en la segunda vuelta y el candidato de Bouterse Jules Wijdenbosch obtuvo la presidencia de Surinam. Bouterse contaba con que podía dominar a Wijdenbosch, pero luego se dio cuenta de que la realidad era otra. Wijdenbosch se mostró audaz e independiente ante Bouterse y empezó a hacerse con el poder él solo llevando a Surinam a una bancarrota total.
Tras el regreso de un gobierno democrático a Surinam, que dirigieron sucesivamente Ronald Venetiaan en dos ocasiones, y Jules Wijdenbosch, Bouterse trató sin éxito de regresar al poder, presentándose a las elecciones. Pese a ello, muchos creían que seguía manteniendo de todas formas una influencia considerable, entre bastidores, en la política de Surinam.
En las elecciones parlamentarias y presidenciales anticipadas de 2000 se postuló con el apoyo del presidente Jules Wijdenbosch, tras una previa conciliación, y del Partido Nacional Democrático. Al final resulta derrotado por el candidato del Frente Nuevo, Ronald Venetiaan con 41 de 51 votos, mientas que Bouterse obtiene diez votos. Lo mismo sucedió en las elecciones de mayo de 2005, cuando el candidato de Bouterse Rashied Doekhie perdió contra Venetiaan en la segunda vuelta.

### Condena yasesinatos de diciembre
En julio de 1999, fue condenado en los Países Bajos a años de cárcel por tráfico de 474 kilogramos de cocaína. No llegó a presentarse al juicio, por lo que se expidió una orden internacional para detenerle, lo que de hecho le hace imposible salir de Surinam, que por disposiciones internas no puede entregarlo, ya que fue jefe de Estado. Bouterse reaccionó a la decisión del juez diciendo que el testigo principal en el juicio fue sobornado. Aunque fue condenado en los Países Bajos, se mantiene libre en Surinam.
El gobierno de Surinam dijo en diciembre de 2003 que se preparaba una acusación contra los culpables de los asesinatos del 8 de diciembre de 1982 y en noviembre de 2007 comenzó el juicio. Desde que comenzara el juicio recibió una gran cantidad de rígida y en 2012 una ley fue aprobada en el parlamento de Surinam, que concedía amnistía a los sospechosos de los asesinatos de diciembre. Durante muchos años, Bouterse nunca fue a los tribunales a pesar de ser el único sospechoso principal.
Bouterse declaró en 2005 que en diciembre de 1982 no participó en una decisión que fue tomada por el comandante del batallón Paul Bhagwandas, muerto en 1996.
Finalmente en noviembre de 2019 un tribunal militar surinamés condenó a Bouterse a 20 años de prisión por su responsabilidad en los hechos, si bien no ordenó su arresto de forma inmediata. En enero de 2020, Bouterse se presentó ante la corte para apelar la sentencia.
En agosto de 2021, la corte volvió a sentenciar a Bouterse a 20 años de prisión por su participación en los asesinatos. En julio de 2022, Bouterse apeló nuevamente la sentencia.
Durante el desarrollo del proceso judicial, Bouterse visitó el Fuerte Zeelandia e insistió en su inocencia, asegurando que había abandonado el recinto antes de los asesinatos y responsabilizando de los mismos a Paul Bhagwandas.

### Camino a la presidencia en 2010

Billboard en Paramaribo del Presidente Bouterse y el Vicepresidente Robert Ameerali.

En las elecciones celebradas para el 25 de mayo de 2010 Bouterse volvió a lanzarse como candidato presidencial, por los problemas económicos que sufría el país, que el pueblo atribuía al partido de gobierno, el Frente Nuevo, y al presidente de la República Ronald Venetiaan. El partido de Bouterse obtuvo mayoría parlamentaria relativa, con su promesa de un gobierno democrático, sin problemas económicos y de una lucha para integrar a las clases indias del país.
Para la noche del 25 de mayo de 2010, las mesas electorales daban como ganador al candidato del NDP y también del partido Mega Combinación Desiré Bouterse con 23 votos de 51, obteniendo en resumen el 45% de los votos, mientras que el candidato oficialista del Frente Nuevo Wiston Jessurun obtuvo 13 votos y el exguerrillero Ronnie Brunswijk 7 votos. Bouterse obtuvo la victoria gracias al 60% de los jóvenes que le veían como el mejor político que podía ponerle freno a la grave crisis financiera del país. Para julio de ese mismo año el PND hizo una alianza con el partido de Brunswijk. El 30 de julio de 2010 el congreso lo ratificó como presidente con 40 de los 51 escaños.

### Reelección en 2015
En las Elecciones parlamentarias de Surinam de 2015, el Partido Nacional Democrático obtuvo la mayoría absoluta de escaños en la Asamblea Nacional, lo que permitió a Bouterse ser reelegido para un segundo periodo el 14 de julio de 2015. Ashwin Adhin asumió como su nuevo Vicepresidente.

### Presidencia

#### Primer gobierno (2010 - 2015)

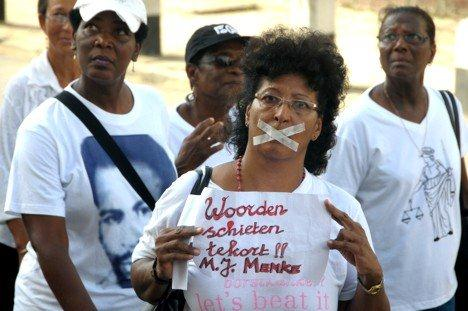
Protesta en Paramaribo en contra de la amnistía por los asesinatos de diciembre de 1982.

El 12 de agosto de 2010 tomó posesión del cargo en la Asamblea Nacional de Surinam gracias a la presidenta del congreso. La posesión presidencial contó con la presencia de los ministros de Venezuela, Brasil y Guyana, pero no contó con la presencia del expresidente Ronald Venetiaan, quien días antes dijo que no participaría en la toma de posesión. 
Durante la posesión Bouterse agradeció la presencia extranjera y prometió que afianzaría los lazos con todos los países cercanos a Surinam. Sin embargo, Venetiaan se reunió con Bouterse para felicitarlo en persona por su victoria.[cita requerida] Y para el 16 de agosto de ese año formó su gabinete de 15 miembros; una de ellos fue Alice Amafo, quien encabezó el puesto de ministra de asuntos sociales. En 2007, ella había sido acusada por malversación de fondos.
El 8 de septiembre de 2010 Bouterse se reunió con el presidente del país limítrofe de Guyana, Bharrat Jagdeo, en Georgetown para discutir la construcción de un puente sobre el río Courentine, que divide las dos naciones, para así poder facilitar el paso del comercios exteriores de un país al otro.[cita requerida] Además, fue discutida la exportación en masa de arroz a los demás países caribeños.
El 11 de enero de 2011 el gobierno neerlandés suspendió su ayuda de 3,5 billones de florines neerlandeses, debido a las múltiples protestas y el descontento nacional que se veía en Surinam. Como antigua metrópoli, los Países Bajos proporcionaban esa ayuda financiera, pero según el gobierno neerlandés se cometieron varios actos de corrupción.
El programa político de Bouterse se basó en la recuperación de la economía, elaborando un plan de beneficios que permitía a los chinos explotar las tierras del sur del país y la construcción de al menos 2000 viviendas como base para el 2011.[cita requerida] En febrero Bouterse tomó la decisión de reconocer a Palestina como estado independiente.[cita requerida]
También Bouterse llevó a cabo desde mediados de julio de 2012 una serie de medidas de carácter estricto sobre sus políticas contra el tráfico de droga en Latinoamérica. Según el análisis de especialistas, para 2012, Surinam era el puerto sudamericano de mayor tráfico de droga en la región, enviada esta directamente a Países Bajos y a los EUA. Bouterse, con la ayuda del presidente Barack Obama y los Estados Unidos, logró reducir el índice de exportación de droga en altos niveles, lográndose así una mayor capacitación de los aeropuertos surinameses y el afianzamiento de los lazos económicos y políticos con los Estados Unidos.
Durante su presidencia, Desi Bouterse introdujo la sanidad universal, la gratuidad de los comedores escolares, el salario mínimo y el plan nacional de pensiones.

#### Ley de Amnistía
El 22 de marzo de 2012 Bouterse solicitó al parlamento la aprobación de la ley de indultos y amnistía, que sellaría su acusación en Surinam por los asesinatos de diciembre de 1982. El 23 de marzo el congreso se reúne: de los 51 diputados (36 de la MC y 15 del NF) solo 24 asistieron. Con esta ley se amnistían todos los delitos cometidos entre el 1 de abril de 1980 y el 19 de agosto de 1992, lo que incluye el régimen del exmilitar. También se beneficiarían los asociados de Bouterse, que encabezó un golpe de Estado en 1980 y se quedó en el poder hasta 1987. Finalmente el 5 de abril nuevamente el congreso se reúne, aprobando con 28 votos a favor, 12 en contra y 11 en abstención la ley de amnístía para Bouterse.

#### Relaciones exteriores
Las agencias oficiales neerlandesas y el propio gobierno declararon su descontento con la asunción al poder de Bouterse. “El nuevo presidente de Surinam no es bienvenido en Holanda ya que tiene una pena de cárcel pendiente. Holanda tendrá solamente las relaciones meramente necesarias con Bouterse”, manifestó el ministro de Relaciones Exteriores neerlandés, Maxime Verhagen, quien agregó que “Países Bajos juzgará al nuevo gobierno surinamés según sus nombramientos, sus propósitos y sus decisiones. Las obligaciones adquiridas por los Países Bajos serán cumplidas sin restricciones a menos que las circunstancias lo hagan imposible”. No obstante, el país europeo ratificó que mantendrá las relaciones diplomáticas, comerciales y los proyectos de cooperación existentes con la excolonia.
Por su parte, el portavoz del Departamento de Estado, Philip Crowley, informó que Washington transmitiría al nuevo presidente surinamés que si quería mantener buenas relaciones debía respetar los principios democráticos y los derechos humanos.[cita requerida] El 27 de septiembre de 2010 el presidente Bouterse viajó a Nueva York para participar en la asamblea de la ONU. El presidente anfitrión, Barack Obama, no lo recibió a él entre los 14 miembros del CARICOM. Por el contrario lo recibió el secretario general del CARICOM; los demás miembros fueron sorprendidos por esa actitud.[cita requerida]
El 28 de noviembre de 2010 el presidente Desi Bouterse viajó a Georgetown, Guyana, para participar en el cambio de mando de Unasur del presidente Rafael Correa de Ecuador al anfitrión Bharrat Jagdeo.[cita requerida] Después, a las 6:30 de la tarde, el presidente venezolano Hugo Chávez viajó a la capital surinamesa, Paramaribo, para firmar varios acuerdos de cooperación venezolano-surinamesa. Después, tanto Bouterse como Chávez se intercambiaron varios retratos. De Surinam, Bouterse entregó un cuadro del Mahatma Gandhi y de Martín Luther King y por parte de Venezuela, Hugo Chávez entregó un retrato de Simón Bolívar.
Para enero de 2011 el presidente Bouterse recibió a la nueva presidente del Brasil, Dilma Rousseff en el hotel Torarica. Ahí plantearon el proyecto de una carretera transamazónica que iría desde la capital, Paramaribo, hasta el estado de Amapá, en Brasil, con el objetivo de fomentar la economía entre ambas naciones y la posibilidad de explotación de los recursos que se encuentran en la zona centro y sur del país.

### Derrota electoral de 2020 y retiro de la política
En las elecciones generales de 2020, el NDP liderado por Bouterse sufrió una dura derrota electoral, descendiendo al 24% de los votos y perdiendo 10 escaños. La derrota de Bouterse puede explicarse a raíz de la crisis económica que sufría el país, así como por los polémicos procesos judiciales en los que el mandatario se hallaba involucrado. 
Los partidos de la oposición, liderados por el Partido de la Reforma Progresista de Chan Santokhi, consiguieron llegar a un acuerdo de gobierno. El 16 de julio, Santokhi asumió como nuevo Presidente de Surinam. 
Tras su derrota, Bouterse renunció a su escaño en la Asamblea Nacional de Surinam y se retiró oficialmente de la política tras la asunción de Santokhi. No obstante, se mantuvo como presidente del Partido Nacional Democrático.

## Orden de arresto
En 2019 y 2021 Bouterse fue sentenciado a prisión por su participación en el asesinato de 15 opositores políticos en 1982. Sin embargo, apeló la decisión, alargando el litigio, que extendió por 16 años, hasta que fue confirmada su arresto definitivo por 20 años, según la Oficina de la Procuraduría General de Surinam. Sin embargo, el exmandatario no se presentó para ser encarcelado y su esposa declaró que tampoco se entregaría, por lo que se mantuvo en paradero desconocido desde 2023 hasta que falleció en diciembre de 2024.
| Predecesor: Johan Ferrier    | Presidente de Surinam 1980        | Sucesor: Henk Chin A Sen    |
| Predecesor: Henk Chin A Sen  | Presidente de Surinam 1982        | Sucesor: Fred Ramdat Misier |
| Predecesor: Ronald Venetiaan | Presidente de Surinam 2010 - 2020 | Sucesor: Chan Santokhi      |